# Chissassa
Chissassa é uma vila da província de Manica, no centro de Moçambique, sede do distrito de Macate. Esta povoação substituiu Macate como sede do distrito em 2020,  por oferecer melhores condições físicas para o seu desenvolvimento.
Em 2021 ainda faltavam infraestruturas básicas tanto do sector público como do privado, embora já tivesse sido construída uma sede para o governo distrital, escolas e assegurado o fornecimento de electricidade.

## Transportes
Chissassa é atravessada pela estrada regional R523, que a liga ao Chimoio;